# Ares Galaxy
Ares Galaxy of kortweg Ares was een opensource-P2P-programma. Het maakt gebruik van verschillende volledig gedecentraliseerde netwerken waarin alle clients tevens als servers dienen. Ares zoekt steeds naar meer bronnen zodat het de beschikbare bandbreedte optimaal kan benutten. Naast een downloadprogramma is Ares ook een uitgebreide mediaspeler waarmee gedownloade muziek en internetradio kan worden beluisterd. Ook kan video worden bekeken en kunnen nog lopende downloads voorvertoond worden.
Ares wordt verspreid onder de voorwaarden van de GPL.

## Netwerk
In 2002, toen de eerste hand gelegd werd aan Ares, werd er gebruikgemaakt van het Gnutella-netwerk. Zes maanden later werd de overschakeling gemaakt naar een eigen Aresnetwerk, gebaseerd op een supernodesysteem. De structuur van dit netwerk is ingewikkelder dan een normale peer-to-peerverbinding, en daarom wordt deze ook minder vaak geblokkeerd op bedrijfsnetwerken en hotspots. Blokkeren is echter niet onmogelijk. Sinds versie 1.9.0 is er een functie ingebouwd die het delen van data tussen twee computers achter een firewall mogelijk maakt, dit met behulp van UDP hole punching. Ares biedt ook ondersteuning voor het BitTorrentprotocol. Door het thema in versie 2 lijkt Ares sterk op Windows Media Player 11.

## Bron
- Dit artikel of een eerdere versie ervan is een (gedeeltelijke) vertaling van het artikel Ares Galaxy op de Engelstalige Wikipedia, dat onder de licentie Creative Commons Naamsvermelding/Gelijk delen valt. Zie de bewerkingsgeschiedenis aldaar.